# Batalla de Tippecanoe
La Batalla de Tippecanoe, es va lliurar el 7 de novembre de 1811, a Battle Ground, Indiana, entre les forces nord-americanes dirigides pel llavors governador William Henry Harrison del Territori d'Indiana i les forces tribals associades amb el líder shawnee Tecumseh, conegut com el seu germà Tecumseh i "Tecumskwata"), líders d'una confederació de diverses tribus que s'oposaven a l'assentament europeu-americà de la frontera americana. A mesura que augmentaven les tensions i la violència, el governador Harrison va marxar amb un exèrcit d'uns 1.000 homes per atacar la seu de la confederació a Prophetstown, prop de la confluència del riu Tippecanoe i el riu Wabash.
Tecumseh encara no estava preparat per oposar-se als Estats Units per la força i estava lluny reclutant aliats quan va arribar l'exèrcit de Harrison. Tenskwatawa estava a càrrec dels guerrers indis durant l'absència del seu germà, però era un líder espiritual, no un militar. Harrison va acampar prop de Prophetstown el 6 de novembre i va organitzar una reunió amb Tenskwatawa l'endemà. A primera hora del matí següent, els guerrers de Prophetstown van atacar el campament d'en Harrison. Van agafar l'exèrcit per sorpresa, però Harrison i els seus homes es van mantenir ferms durant més de dues hores. Després de la batalla, els homes d'Harrison van cremar fins a terra el poble abandonat de Prophetstown, destruint els subministraments d'aliments emmagatzemats allà per a l'hivern. Aleshores els soldats van tornar a casa seva.
Harrison va aconseguir el seu objectiu de destruir Prophetstown, la victòria va resultar decisiva i va obtenir a Harrison el sobrenom de "Tippecanoe". Mentrestant, la derrota va assolir un cop fatal per a la confederació de Tecumseh i, tot i que es van fer intents de remuntada, mai es va recuperar del tot. El sobrenom d'Harrison va ser tan popular que els Whigs van convertir "Tippecanoe and Tyler too" en l'eslògan i en una cançó popular per a la campanya presidencial de 1840 de Harrison i el seu company d'equip John Tyler.

## Preludi
El 1810, Tecumseh i el governador Harrison es van reunir a Grouseland (la casa de Harrison a Vincennes). Tecumseh va exigir l'anul·lació del tractat i les terres van tornar a les tribus. Harrison va insistir que cada tribu tenia acords individuals i separats amb els Estats Units, ridiculitzant la idea de la propietat comuna de les terres. Tecumseh va manifestar clarament la seva posició: serviria lleialment als nord-americans si les terres li tornessin; si no, buscaria una aliança amb els britànics. Ja el 1810, els agents britànics havien intentat aconseguir una aliança amb Tecumseh, que es mostrava reticent a aliar-se amb ells perquè reconeixia que utilitzaven les tribus per lluitar en les seves guerres a la frontera. No obstant això, va viatjar al Canadà per reunir-se amb els britànics i canadencs el novembre de 1810, després d'assegurar aliances amb els Potawatomi i els Odawa i contactar amb l'Iowa.
L'any següent, Harrison va culpar als Shawnee de l'assassinat d'un grapat d'homes a la frontera i del robatori d'un vaixell carregat de sal, però el que és més important va enviar un flux de cartes a Washington demanant permís per actuar contra ells. Va escriure: "En la guerra índia no hi ha seguretat sinó en mesures ofensives." Va convocar Tecumseh a una reunió l'estiu de 1811. Com abans, Tecumseh es va presentar com un orador eloqüent, però la reunió va resultar improductiva. Tecumseh va informar a Harrison que marxava per reclutar entre els muscogee i els choctaws i li va demanar que esperes al seu retorn per començar l'assentament a les terres en disputa. Va dir que no volia "cap mal" durant la seva absència, una súplica que va fer a Harrison i Tenskwatawa.
Tenskwatawa es va quedar amb els Shawnee que estaven acampats al Tippecanoe a Prophetstown, un assentament que havia crescut fins a uns quants centenars d'estructures i una població considerable. En el moment de la batalla, tenia al voltant de 500 guerrers disponibles, encara que les estimacions oscil·len entre 350 i 1.000. Els Kickapoo sota Mengoatowa, Potawatomi sota Waubonsie i Winnebago sota Waweapakoosa es van organitzar en grans unitats de 125, amb unitats més petites de Shawnee, Wyandot i altres nacions organitzades sota Roundhead. Harrison va pensar que els guerrers de Tecumseh eren "les millors tropes d'infanteria lleugera del món", i més tard va escriure a Charles Scott que la confederació estava millor armada que la majoria de la seva pròpia força. A més de mosquets, ganivets, tomahawks i maces, les forces de Tecumseh estaven armades amb llances per repel·lir les càrregues de baioneta, que els Estats Units van utilitzar eficaçment a la Batalla de Fallen Timbers de 1794.
Els defensors de Tenskwatawa tenien una barrera de comunicació. La majoria de les nacions parlaven una llengua iroquesa o algonquina, i moltes podien parlar diverses llengües dins d'aquests grups. La gran força Winnebago, però, parlava l'idioma Ho-Chunk de la família Siouan, i requeria interpretació.

Harrison creia que la força militar era l'única solució cap a les tribus militants. El secretari de Guerra William Eustis va enviar ordres de preservar la pau amb els nadius americans, però va continuar dient, "però si el Profeta començava, o amenaçava seriosament, les hostilitats, hauria de ser atacat." Harrison va enviar una sèrie de cartes a Tenskwatawa amb una sèrie de demandes. Va acusar els seguidors de Tenskwatawa d'assassinar blancs a Illinois (gairebé segurament obra de Main Poc i els seus Potawatomi); va ordenar la prohibició de Prophetstown als residents no shawnees; i va acusar el Shawnee de robatori de cavalls. Tenskwatawa va respondre que els cavalls serien retornats però no va respondre a les altres demandes. Harrison va començar a reunir tropes. Al voltant de 400 milícies provenien d'Indiana i 120 voluntaris de cavalleria de Kentucky, liderats pel fiscal de districte dels Estats Units Joseph Hamilton Daveiss. Hi havia 300 regulars de l'exèrcit comandats pel coronel John Parker Boyd, i exploradors nadius addicionals. Tots van dir que tenia uns 1.000 soldats.

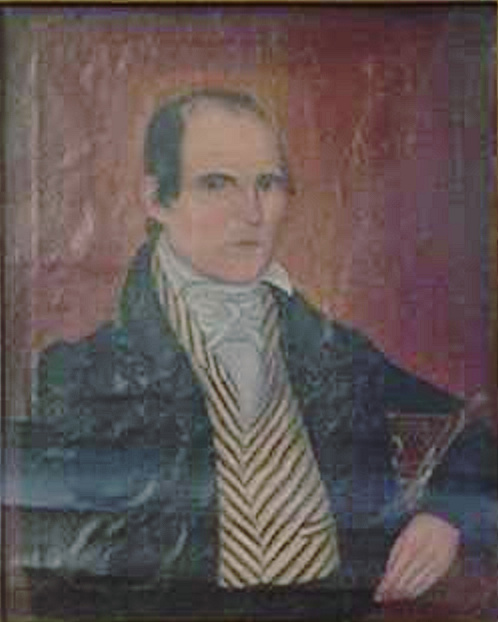
Joseph Bartholomew

Harrison va reunir les companyies de milícies disperses a Fort Knox al nord de Vincennes. Van arribar a Terre Haute, Indiana, on van acampar i van construir Fort Harrison. El mes d'octubre es va dedicar a la construcció del fort, a l'abastiment i l'entrenament de les tropes. Els Shawnee van capturar un grup de caps de Delaware que viatjaven a Harrison, que els havia demanat que actuessin com a negociadors; després del seu alliberament van arribar a finals d'octubre amb relats de diverses accions agressives. Quan un guàrdia va ser afusellat fora del fort, Harrison va considerar que era una acció agressiva i un motiu de represàlia militar contra Prophetstown. Va escriure a Eustis: "Ara no queda res més que castigar-lo [Tenskwatawa] i sens dubte ho aconseguirà."

## Batalla
Més informació: ordre de batalla de Tippecanoe a la Viquipèdia anglesa
Les forces d'Harrison es van acostar a Prophetstown el 6 de novembre. Ell havia de reunir-se l'endemà amb Tenskwatawa, però va creure que la negociació era inútil. Van acampar a Burnett's Creek, (Battleground, Indiana); les tropes es van acostar completament vestides i armades, segons el consell de l'ajudant de camp Bartholomew de Harrison.
Col·locats en piquets segons les línies de batalla, mantenien focs encesos sota la pluja, que il·luminaven el campament. Harrison no va manar aixecar fortificacions. El perímetre estava custodiat per dues companyies de sentinelles. Els fusellers de la jaqueta groga d'Indiana del capità Spier Spencer (coneguts per les seves pells de daví de color clar), van ser col·locats a l'extrem sud del perímetre del campament. La resta de la milícia va establir una formació rectangular irregular al llarg de les vores del cingle que envoltava el campament. El tinent coronel Joseph Bartholomew va comandar totes les unitats d'infanteria que vigilaven la línia del front. Els regulars i els dracs es van mantenir en reserva darrere de la línia principal, comandats pel Major Floyd, el Major Daveiss i l'antic congressista capità Benjamin Parke.

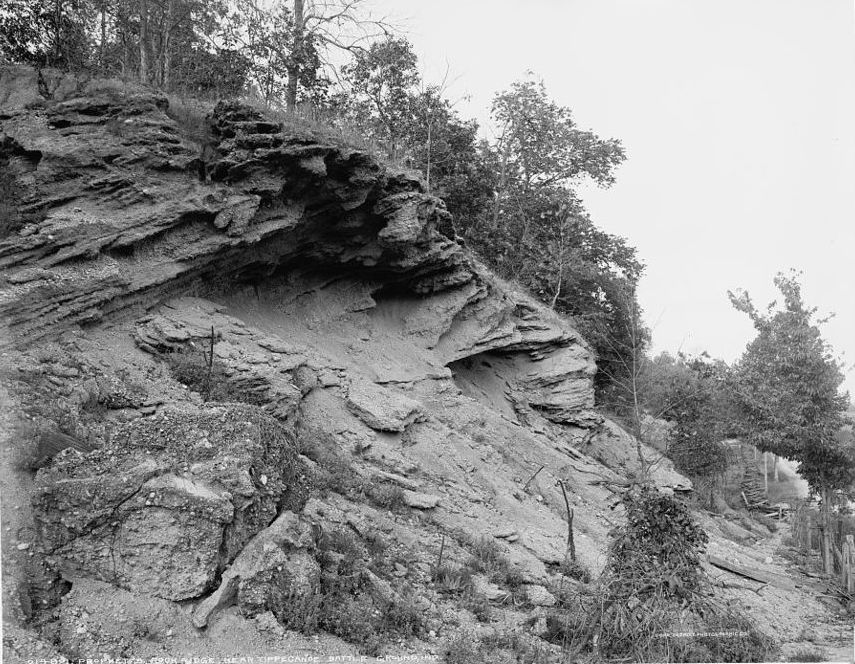
Prophet's Rock prop del camp de batalla de Tippecanoe cap al 1902. Es creu que Tenskwatawa va recitar o cantar des d'aquesta roca per exhortar els seus guerrers contra les forces d'Harrison.

Tenskwatawa va dir al governador de Michigan Lewis Cass l'any 1816 que no va ordenar als seus guerrers que atacassin Harrison, i va culpar als guerrers Ho-Chunk (Winnebago) del seu campament d'haver llançat l'atac. Poc després de la batalla, un cap de Kickapoo va dir a l'agent indi britànic Matthew Elliot, que el tiroteig de dos guerrers Winnebago per part dels sentinelles "va despertar la indignació dels indis i van decidir venjar-se i en conseqüència van començar l'atac". Els seguidors de Tenskwatawa estaven preocupats per l'exèrcit proper i temien un atac imminent. Havien començat a fortificar la ciutat però no havien completat les seves defenses. En el consell de la nit del 6 de novembre, Tenskwatawa sembla haver acceptat un atac preventiu contra els nord-americans, i l'enviament d'una partida sota la cobertura de la foscor per assassinar Harrison a la seva tenda. Va assegurar als guerrers que faria encanteris per evitar que se'ls fessin mal i per causar confusió entre l'exèrcit d'Harrison perquè no es resistís. Els guerrers van començar a envoltar l'exèrcit d'Harrison, buscant una manera d'entrar al camp sense ser detectats. Un home anomenat Ben era un conductor de carro que viatjava amb l'exèrcit d'en Harrison, i havia desertat als Shawnees durant l'expedició. Va acceptar conduir un grup de guerrers a través de la línia fins a la tenda d'Harrison durant les hores de la nit, però va ser capturat pels sentinelles del campament, tornat al campament i lligat. Més tard va ser condemnat per traïció, però Harrison el va perdonar.
Els relats no estan clars sobre com va començar la batalla, però els sentinelles d'Harrison es van trobar amb guerrers avançats en les hores prèvies a l'alba del 7 de novembre. El tinent coronel Joseph Bartholomew era l'oficial del dia, i havia ordenat a les tropes que dormissin amb les armes carregades. Al voltant de les 4:30 a.m., els soldats es van despertar amb trets dispersos, i es van trobar que gairebé estaven encerclats per les forces de Tenskwatawa. Primer es va fer el contacte al flanc esquerre del perímetre, després a la part davantera del campament, el flanc dret i la part posterior. Els habituals del capità Robert Barton i la milícia de Kentucky del capità Frederick Geiger es van enfrontar a atacs ferotges immediats i no van poder mantenir la seva línia. Harrison els va substituir per la milícia d'Indiana, comandada pel tinent Peters: el seu comandant Wentworth va morir en el primer atac. Harrison va trobar la línia del front sota el foc (enfrontant-se a Prophetstown), pressionada per guerrers amb rifles situats en un bosc d'arbres. Els nord-americans van mantenir la seva posició mentre els atacs van continuar, els habituals reforçant aquesta secció crítica de la línia. Els rifles de petit calibre de la milícia van tenir poc efecte sobre els guerrers mentre es precipitaven als defensors.
White Loon i Stone Eater eren els caps de guerra de Tenskwatawa. El Profeta es va situar en un petit turó amb vistes a la batalla. L'element sorpresa es va perdre a l'inici de la batalla, obligant els guerrers a atacar de manera desorganitzada i descoordinada, amb nombrosos petits assalts. Es van reorganitzar i es van precipitar als nord-americans sempre que les tropes d'Harrison els van expulsar. Mentrestant, guerrers amb rifles s'arrossegaven a l'estómac des del bosc cap a la línia.

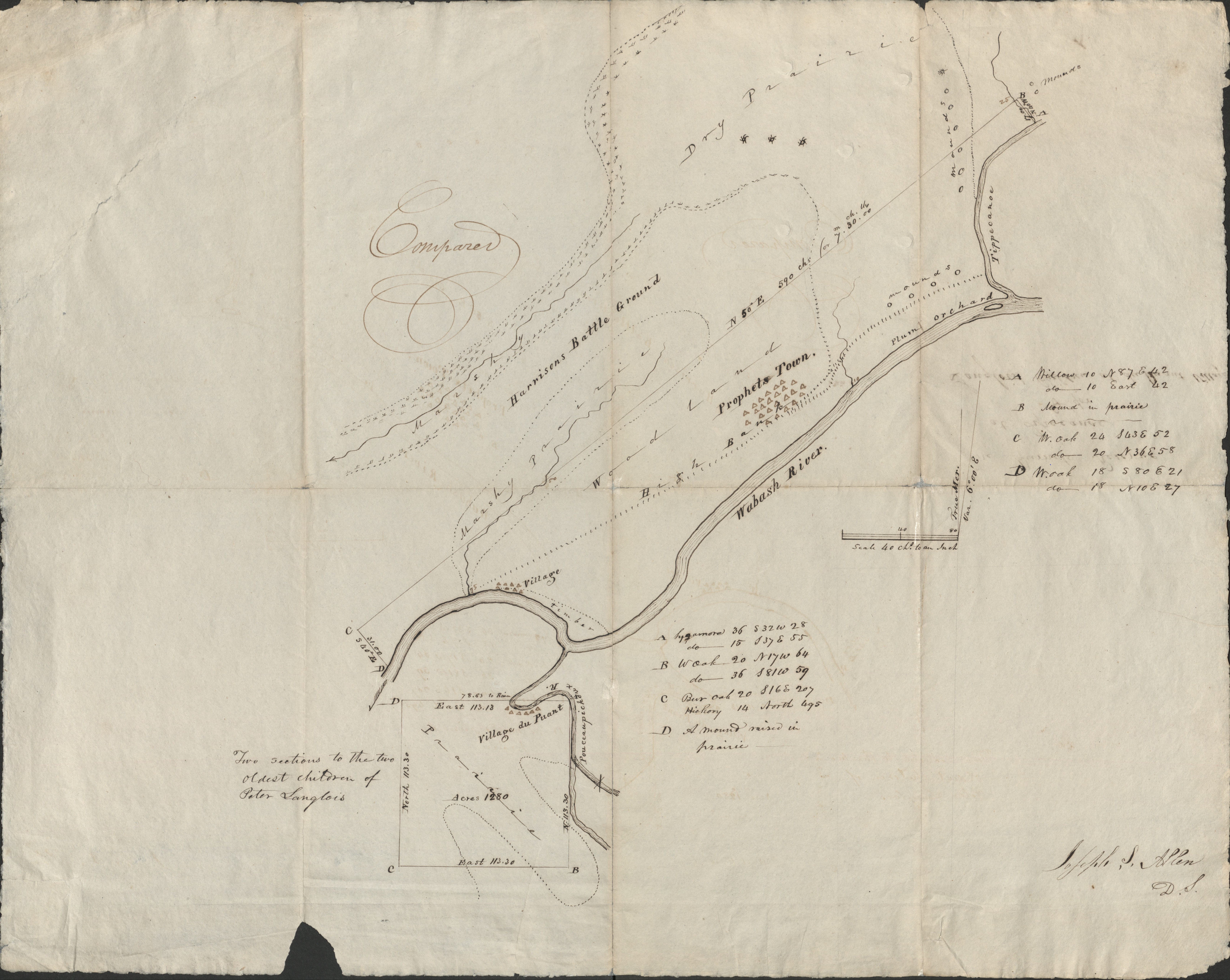
Un mapa inclòs al Tractat de Prophetstown i al lloc de la batalla de Tippecanoe, 1819

A l'extrem nord del campament, el major Daveiss va dirigir els dracs en una contracàrrega. La majoria de la companyia de Daveiss es va retirar posteriorment a la línia principal d'Harrison després del càrrec, però Daveiss va ser assassinat. El bosc va ser netejat pels regulars del 4t regiment. A la part posterior, l'atac va ser el més fort. Els Indiana Yellow Jackets estaven sota un fort foc, incapaços de mantenir la seva línia, el seu comandant, el capità Spencer, mort. La seva mort està documentada a l'enviament de Harrison el 18 de novembre de 1811 a Eustis: 
| « | "Spencer va ser ferit al cap. Va exhortar als seus homes a lluitar valentament. Va rebre un tret a les dues cuixes i va caure; encara continuant animant-los, es va aixecar i va rebre una bala a través del seu cos, que va posar fi immediatament al comandament de dues companyies de reserva de Harrison." | » |

Robb es va unir a l'únic oficial viu de Spencer, l'alférez John Tipton, i van segellar la bretxa a la línia. Al llarg de l'hora següent, les tropes de Harrison van lluitar contra diversos càrregues més. Els guerrers van començar a quedar-se sense munició; el sol naixent va revelar la mida decreixent de les forces de Tenskwatawa que es van dispersar ràpidament pel bosc. Les tropes de Harrison els van perseguir. Van descobrir els cossos de 36 guerrers al bosc i els van esclafar.

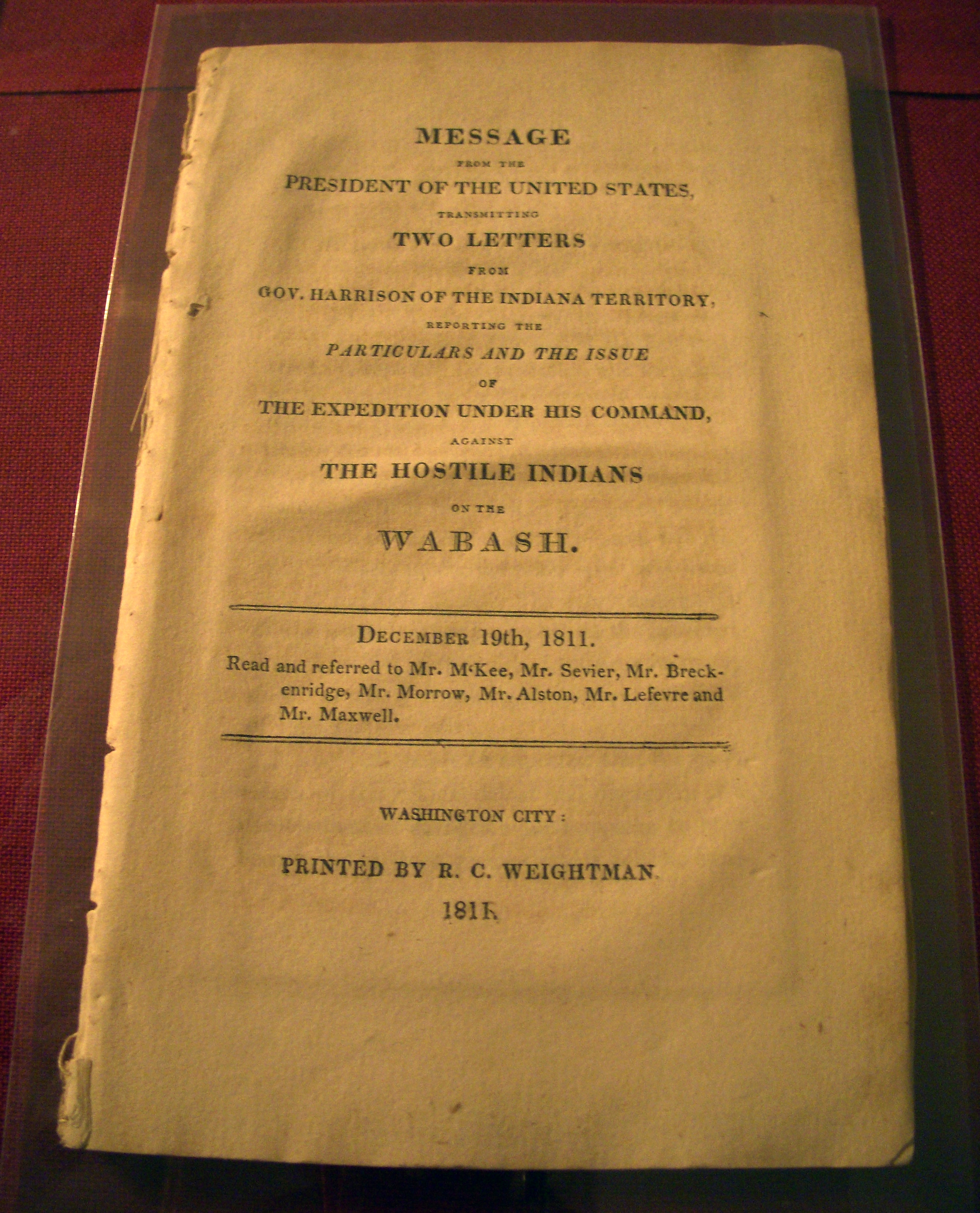
Document publicat al públic després de la batalla, que conté cartes d'Harrison.

La batalla va durar unes dues hores i Harrison va patir 188 baixes: 37 van morir en acció, 25 van resultar ferits de mort. Altres 126 van patir ferides menys greus. Les Armilles Grogues van patir les baixes més altes de la batalla, amb la mort de tots els oficials menys un. El nombre de baixes dels nadius americans encara és objecte de debat, però sens dubte va ser inferior al de les forces americanes. Els historiadors calculen que fins a 50 van morir i entre 70 i 80 van resultar ferits. Els guerrers es van retirar a Prophetstown on, segons el relat d'un cap, es van enfrontar a Tenskwatawa, acusant-lo d'engany a causa de les nombroses morts, que se suposa que havien evitat els seus encanteris. Va culpar a la seva dona per profanar la seva medicina màgica i es va oferir a llançar un nou encanteri; va insistir que els guerrers llançaven un segon atac, però s'hi van negar.
L'endemà, el 8 de novembre, Harrison va enviar un petit grup d'homes a inspeccionar la ciutat shawnee i va trobar que estava deserta llevat d'una dona gran massa malalta per fugir. La resta dels vilatans derrotats havien evacuat durant la nit. Harrison va ordenar la crema del poble, incloent 5.000 fanegas de blat de moro i fesols al magatzem. A més, va fer excavar el cementiri del poble, amb els cadàvers escampats. Després que les tropes d'Harrison van marxar de la zona, els vilatans van tornar, desenterrant molts dels cadàvers nord-americans i escampant-los en represàlia.

## Conseqüències
Vegeu també; Indiana in the War of 1812 a la Viquipèdia anglesa.
L'endemà de la batalla, els ferits nord-americans van ser carregats en vagons i portats de tornada a Vincennes. Van arribar a Fort Harrison uns sis dies després. Van pujar a vaixells per tornar a Vincennes pel riu, arribant el 18 de novembre, moment en què la milícia va ser alliberada a casa. Harrison va informar a Eustis d'una batalla prop del riu Tippecanoe, donant amplis detalls. Eustis va respondre amb una nota exigint saber per què Harrison no havia pres les precaucions adequades per enfortir el seu campament. Harrison va respondre que havia considerat la posició prou forta sense fortificació.

Al principi, els diaris tenien poca informació sobre la batalla, ja que estaven centrats en els moments més destacats de les guerres napoleòniques en curs a Europa. Un diari d'Ohio va imprimir una còpia dels despatxos de Kentucky i va caracteritzar la batalla com una derrota per als Estats Units. Sorpresa per la pèrdua de Daveiss, conegut i estimat, els diaris de Kentucky van criticar Harrison i un va publicar un lament a la primera pàgina per Daveiss. Quan la història es va recollir a l'est va ser crític amb Harrison, el Long Island Star va escriure: "El relat del governador Harrison amb els indis, en general, no és gaire satisfactori".

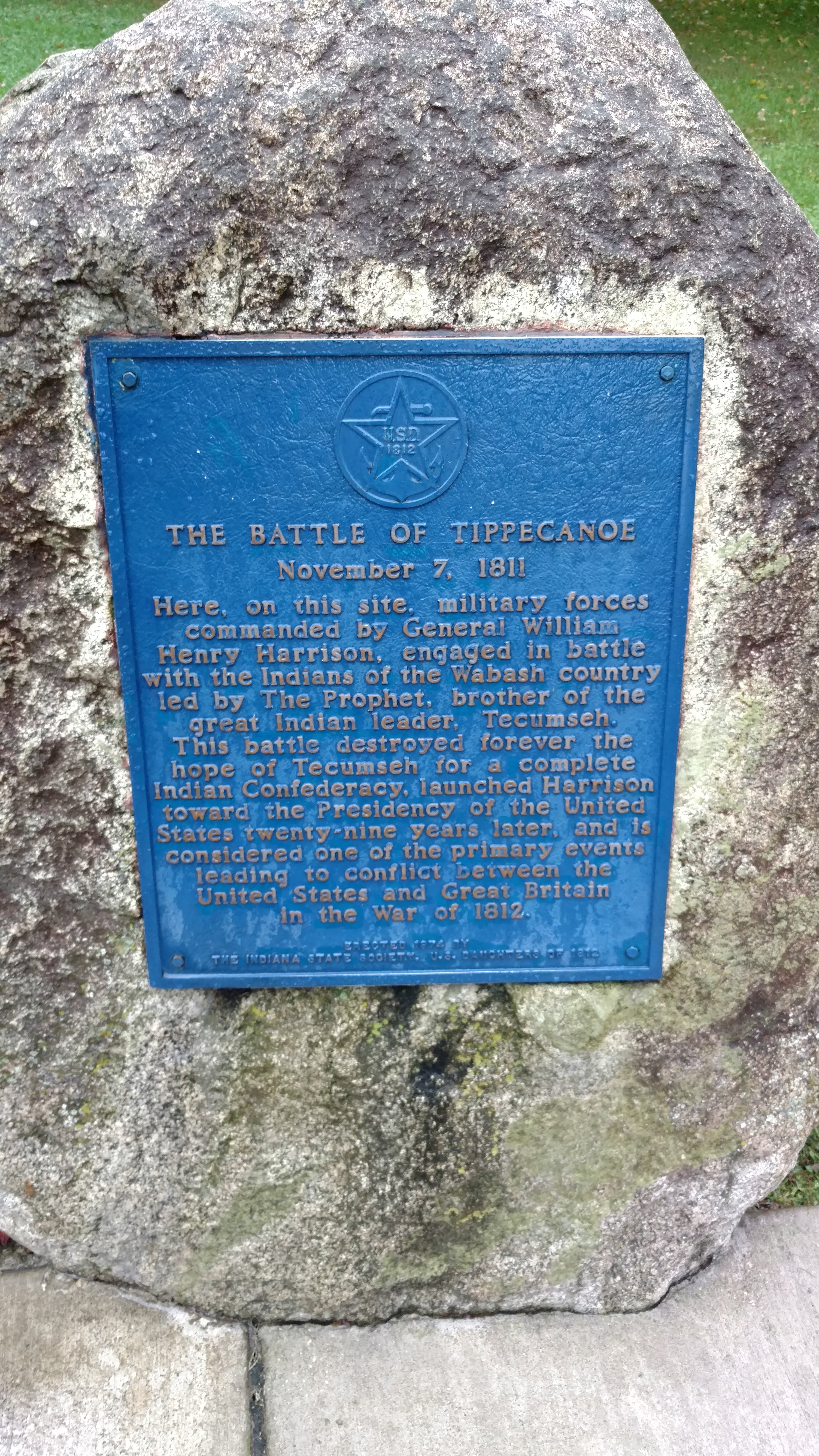
Marcador històric al lloc de la batalla

Els historiadors han cregut durant molt de temps que Tecumseh estava furiós amb Tenskwatawa per haver perdut la batalla, i que Tecumseh havia amenaçat de matar el seu germà per haver fet l'atac. Tenskwatawa va perdre prestigi després de la batalla i ja no va servir com a líder de la confederació. En les seves reunions posteriors amb Harrison, diversos líders nadius americans van afirmar que la influència de Tenskwatawa va ser destruïda; alguns relats deien que estava sent perseguit per altres líders. La situació estava més matisada segons els historiadors Alfred A. Cave i Robert Owens que expliquen que els nadius americans estaven intentant enganyar Harrison en un intent de calmar la situació, i que Tenskwatawa va continuar jugant un paper important a la confederació.

Harrison va afirmar que havia guanyat una victòria decisiva, però alguns historiadors moderns plantegen dubtes. 
| « | "En cap dels informes [contemporanis] d'agents indis, comerciants i funcionaris públics sobre les conseqüències de Tippecanoe podem trobar confirmació de l'afirmació que Harrison havia guanyat una victòria decisiva", | » |

segons Alfred Cave. La derrota va ser un revés per a la confederació de Tecumseh, encara que van reconstruir Prophetstown, i la violència nativa va augmentar a la frontera després de la batalla. Adam Jortner diu que la batalla va ser un desastre per ambdós bàndols, excepte en l'enfortiment del moviment religiós de Tenskwatawa.
El 16 de desembre de 1811, el primer dels terratrèmols de New Madrid va sacsejar el sud i el mig oest. Moltes tribus van prendre el terratrèmol com una reivindicació dels poders de Tenskwatawa, veient-ho com una "crida a l'acció". Van augmentar els seus atacs contra els colons nord-americans i contra els llocs avançats aïllats a Indiana i el Territori d'Illinois, provocant la mort de molts civils. Tecumseh va continuar jugant un paper important en les operacions militars a la frontera. Quan els Estats Units van declarar la guerra a Gran Bretanya a la Guerra de 1812, la confederació de Tecumseh estava preparada per llançar la seva pròpia guerra contra els Estats Units, aquesta vegada amb els britànics en aliança oberta.
Els Shawnee van reconstruir parcialment Prophetstown durant l'any següent. Tecumseh va continuar jugant un paper important en les operacions militars a la frontera. Els seus guerrers estaven amb les forces britàniques que van capturar Fort Detroit dels Estats Units a la Guerra de 1812, i no va ser fins a la mort de Tecumseh a la Batalla del Tàmesi el 1813 que la seva confederació va deixar d'amenaçar els nord-americans.
"Tippecanoe and Tyler too" es va convertir en l'eslògan i en una cançó popular per a Harrison i el seu company de fórmula John Tyler a la campanya presidencial de 1840. Els Whigs van aprofitar els èxits d'Harrison, utilitzant la cançó com a eslògan i recordatori de la batalla.

## Memorial

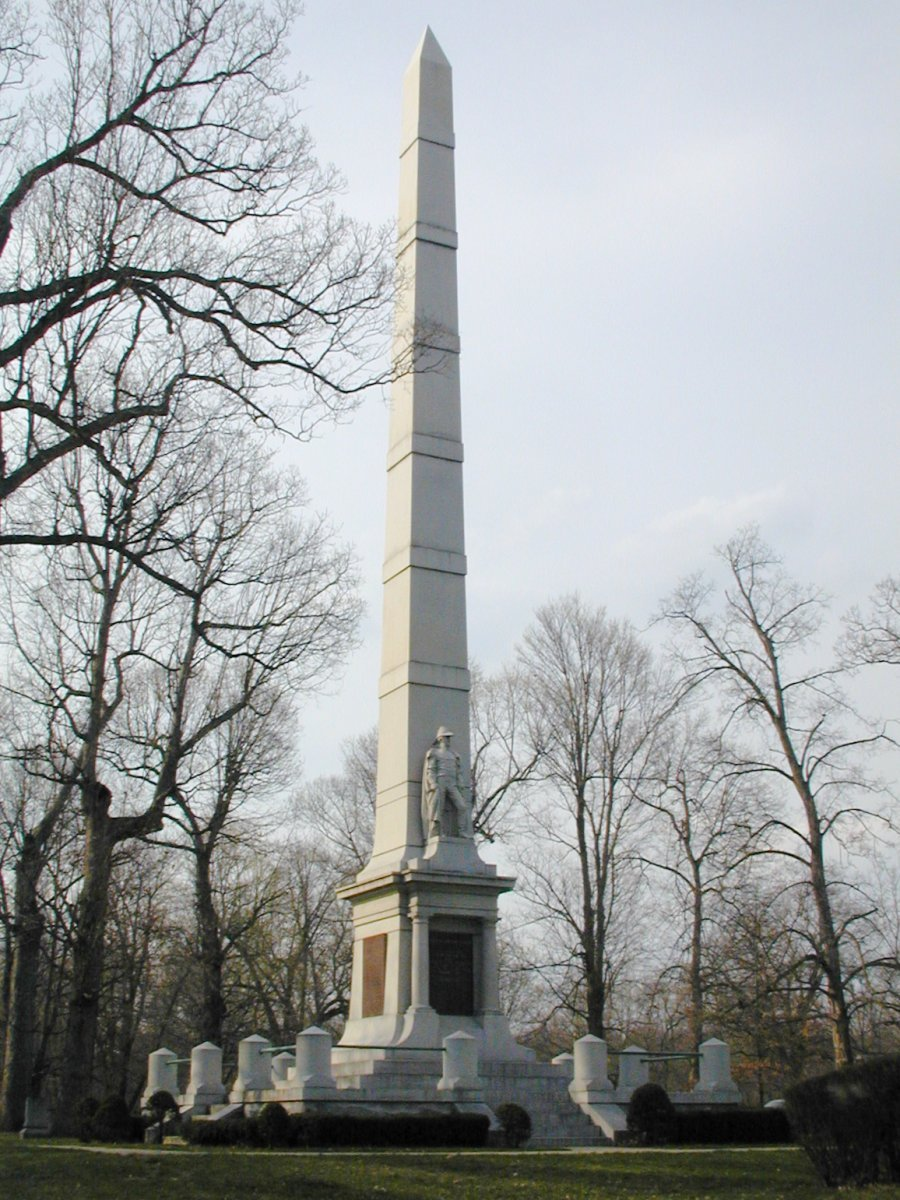
Monument al lloc de la Batalla de Tippecanoe

Els participants blancs a la batalla van rebre l'Agraïment del Congrés. La resolució incloïa originalment el nom de William Henry Harrison, però el seu nom va ser eliminat abans de l'aprovació. Harrison va considerar que això era un insult, pensant que el Congrés va donar a entendre que ell era l'única persona de la campanya que no mereixia elogis, i va suggerir que això l'obligava a l'obscuritat i la falta de respecte. Després de Tippecanoe, les crítiques vocals de Boyd van causar controvèrsia. Va dir que sense la presència dels habituals, la milícia hauria estat derrotada, i va qüestionar l'aptitud de Harrison com a comandant. Harrison va rebre, però, l'Agraïment del Congrés i una Medalla d'Or del Congrés el 1818 per la victòria a la Batalla del Tàmesi. Diversos comtats d'Indiana van rebre el nom dels soldats nord-americans a la batalla: Bartholomew, Daviess, Spencer, Tipton i Warrick.
Harrison va tornar al camp de batalla el 1835 per pronunciar discursos durant la seva primera campanya presidencial i va demanar la creació d'un memorial per preservar el lloc de la batalla. John Tipton més tard va comprar la terra per preservar-la i la va cedir a l'estat el 7 de novembre de 1836, que va ser el vint-i-cinquè aniversari de la batalla.
El 1908, l'Assemblea General d'Indiana va encarregar un obelisc commemoratiu al camp de batalla que tenia 85 peus (26 m) d'alçada. El 9 d'octubre de 1960, el camp de batalla de Tippecanoe va ser nomenat fita històrica nacional. El 1961, unes 10.000 persones van assistir al 150è aniversari de la batalla.[65]
En els anys següents, el lloc de batalla va atreure menys visitants i va caure en mal estat. L'Associació Històrica del Comtat de Tippecanoe manté ara el camp de batalla i un museu sobre la batalla.